# بارك جي إيون
بارك جي إيون (من مواليد 1976) كاتبة سيناريو تلفزيونية كورية جنوبية. كتبت الأعمال الدرامية الكورية الناجحة ملكة ربات البيوت (2009)، زوجي لديه عائلة (2012)، حبي من نجم آخر (2013-2014)، المنتجون (2015)، أسطورة البحر الأزرق (2016)، هبوط اضطراري للحب (2019-2020)، ملكة الدموع (2024).

## المسار المهني
بدأت بارك جي يون مسيرتها الترفيهية في عام 1997، وأمضت العقد التالي في الكتابة للبرامج الإذاعية الحوارية والبرامج المتنوعة والمسلسلات الهزلية.

## اعمالها

### مسلسلات تلفزيونية
- ملكة الدموع (tvN, 2024)[1]
- هبوط طارئ للحب (tvN, 2019–2020)[2]
- أسطورة البحر الأزرق (SBS, 2016–2017)[3]
- المنتجون (KBS2, 2015)
- حبيبي من نجم أخر (SBS, 2013–2014)
- زوجي لديه عائلة (KBS2, 2012)
- ملكة الانتكاسات (MBC, 2010–2011)
- ملكة ربات البيوت (MBC, 2009)
- او سو جونغ (SBS, 2007)
- اوه سو جونغ (SBS, 2007)
- الحب لا يتوقف (KBS N, 2007)

## الجوائز
- جوائز الثقافة والفنون الشعبية الكورية لعام 2014: إشادة رئيس الوزراء.
- جوائز دراما كي بي اس لعام 2012: أفضل كاتب (زوجي لديه عائلة)
- جوائز نجوم الدراما الكورية الأولى لعام 2012: أفضل كاتب (زوجي لديه عائلة)
- جوائز المحتوى الكوري التي تقدمها وزارة الثقافة والرياضة والسياحة لعام 2012: (زوجي لديه عائلة)
- جوائز الدراما الكورية الخامسة لعام 2012: أفضل كاتب (زوجي لديه عائلة)
- جوائز ام بي سي للدراما لعام 2009: كاتب العام (ملكة ربات البيوت)

## أنظر ايضا
- كيم سون أوك
- مون يونغ-نام
- كيم ايون هي
- كيم إيون سوك
- الاخوات هونغ

## روابط خارجية
بارك جي أون على موقع IMDb (الإنجليزية)
- بارك جي أون على موقع قاعدة بيانات الفيلم (الإنجليزية)